# Hymenidium lindleyanum
Hymenidium lindleyanum är en växtart i släktet Hymenidium och familjen flockblommiga växter.
Arten är en perenn ört som förekommer i Centralasien, Xinjiang och västra Himalaya. Den beskrevs först som Hymenolaena lindleyana av Johann Friedrich Klotzsch 1862, och fick sitt nu gällande namn av Michail Pimenov och Jevgenij Kljujkov 2004.